# Dasylepida ishigakiensis
Dasylepida ishigakiensis är en skalbaggsart som beskrevs av Niijima och Sôichirô Kinoshita 1927. Dasylepida ishigakiensis ingår i släktet Dasylepida och familjen Melolonthidae. Inga underarter finns listade i Catalogue of Life.